# Кунгуровка
Кунгуровка — упразднённая деревня в Притобольном районе Курганской области России. Входила в состав Плотниковского сельсовета. Упразднена в 2001 году.

## География
Располагалась на левом берегу реки Нижняя Алабуга, в месте впадения в нее ручья стекающего из лога Кунгурская Отнога, в 5 км (по прямой) к западу-юго-западу от деревни Нижняя Алабуга.

### Климат
Климат характеризуется как резко континентальный, с холодной продолжительной малоснежной зимой и тёплым сухим летом. Среднегодовая температура — 1,6 °C. Средняя температура воздуха самого холодного месяца (января) составляет −17,9 °C (абсолютный минимум — −47 °С); самого тёплого месяца (июля) — 19,3 °C (абсолютный максимум — 41 °С). Вегетационный период длится 168 дней. Годовое количество атмосферных осадков — 346 мм, из которых 263 мм выпадает в период с апреля по октябрь. Продолжительность периода с устойчивым снежным покровом равна 157 дням.

## История
До 1917 г. входила в состав Нижне-Алабугской волости Курганского уезда Тобольской губернии. По данным на 1926 год состояла из 139 хозяйств. В административном отношении входила в состав Нижнеалабугского сельсовета Глядянского района Курганского округа Уральской области.
Исключена из учётных данных законом губернатора Курганской области от 06.04.2001 № 36.

## Население
По данным переписи 1926 года в деревне проживало 619 человек (293 мужчины и 326 женщин), в том числе: русские составляли 99 % населения.